# سیلور ایر (جمهوری چک)
سیلور ایر (به انگلیسی: Silver Air (Czech Republic)) یک شرکت هواپیمایی است که در تاریخ ۱۹۹۵ میلادی تأسیس شده است. دفتر مرکزی سیلور ایر در پراگ، جمهوری چک واقع شده‌است و قطب این شرکت هواپیمایی در فرودگاه پراگ رازیون قرار دارد.

## مقصدهای پروازی
مقصدهای پروازی سیلور ایر به شرح زیر است:
مجارستان
- بوداپست - فرودگاه بین‌المللی بوداپست فرنک لیست باری

ایتالیا
- فلورانس - فرودگاه پره‌تولا
- الب (جزیره) - فرودگاه مرینا دیکمپو قطب
- میلان - فرودگاه لینیت فصلی
- پیزا - فرودگاه گالیله

رومانی
- کلوژ-نپوکا - فرودگاه بین‌المللی کلوژ-نپوکا باری

سوئیس
- لوگنو - فرودگاه لوگانو فصلی